# Museo Internacional de Arte Naïf de Jaén
El Museo Internacional de Arte Naïf de Jaén, conocido como Museo Internacional de Arte Naïf «Manuel Moral», es una galería de arte naïf situada en el ala izquierda del Palacio de Villardompardo, en la ciudad de Jaén, España. Fue inaugurado el 20 de diciembre de 1990. Se trata del primer museo de España dedicado al estilo naïf, contando con más de 600 obras de artistas tanto nacionales como internacionales.
En el mismo palacio también se encuentran los Baños árabes y el Museo de Artes y Costumbres Populares.

## Historia
Fue creado por Manuel Moral Mozas, artista naïf natural de la localidad de Torredelcampo (Jaén), quien donó a la Diputación Provincial de Jaén su colección privada de arte naïf, con obras propias y de otros artistas.
Ante la falta de museos de arte naïf en España, la Diputación Provincial decide crear un museo dedicado a este estilo artístico, y tras contactar con artistas y coleccionistas de arte naïf, inaugura una exposición en el año 1988, con una respuesta muy favorable tanto nacional como internacional. Los artistas y coleccionistas convocados, además de participar en la exposición, contribuyeron a la formación del museo donando obras suyas. De esta manera se pasa de celebrar una exposición temporal a establecer una galería de arte naïf, con el patrocinio de la Diputación Provincial y la ayuda de particulares. Dicha galería se expone tan solo en tres salas del Palacio de Villardompardo, y es inaugurada oficialmente el 20 de diciembre de 1990. Más tarde el museo amplía en gran medida sus colecciones y se extiende al edificio de cuatro plantas situado en el ala izquierda del Palacio.

## Organización
La colección expuesta al público consta de dos secciones divididas en cuatro plantas:
- Sección nacional:

1. Planta de acceso. Consiste en seis salas dedicadas a exponer las obras de artistas naïf nacionales. Dos de ellas están dedicadas monográficamente: una a la obra de Miguel García Vivancos y otra a Manuel Moral Mozas, del que encontramos toda la obra que legó a la Diputación de Jaén, principalmente producción artística, pintura y talla en madera. También se exponen obras de Maria Castillo y Vicente Gascón, pintores naïf de larga trayectoria profesional.
2. Planta alta. Consta de dos salas. En la primera podemos observar parte de la obra de Lorenzo Aparicio «Boliche», artista madrileño que legó en testamento parte de su obra a este museo.
3. Planta segunda. Consta de dos salas en las que se exponen obras variadas.

- Sección internacional:

1. Planta primera. Consiste en tres salas en las que se expone la obra de artistas extranjeros.